# Черешево
 Тази статия е за бившето село в община Кричим.  За другите села с това име вижте Черешово.  
Черешево (име до 1966 г.: Черешово) е бивше село в Южна България. То се намира в община Кричим, област Пловдив. Селото е заличено с Указ № 757/обн. 08.05.1971 г. поради изселване.